# Blériot-SPAD S.91
El Blériot-SPAD S.91 fue avión experimental de caza. Más tarde se desarrollaría en el Blériot-SPAD S.510, el último biplano producido por las industrias aeronáuticas francesas. Fue rechazado por el ejército francés, no consiguió ventas de exportación; sin embargo, André Herbemont, su diseñador usaría su experiencia con los prototipos S.91 para desarrollar el S.510, otro caza biplano que entraría en producción y en servicio con la Aéronautique Militaire francesa.

## Diseño y desarrollo
A mediados de los años veinte, el Ministerio del Aire francés publicó las bases y requerimientos del llamado Programa Jockey; este programa solicitaba un avión de caza ligero y que en comparación con los cazas estándar, se produciría en cantidades más grandes; dicha especificación solicitaba una aeronave con un alto régimen de ascenso y maniobrabilidad, aunque con una autonomía relativamente modesta de hasta 400 km, y armado con dos ametralladoras.
En respuesta a esta especificación, Blériot-SPAD desarrolló el S.91, un biplano monoplaza con alas de igual envergadura, aunque la superior era ligeramente aflechada. Su estructura era totalmente metálica cubierta de tela, a excepción del compartimiento del motor, revestido de planchas de metal. El primer prototipo, conocido como S.91 Leger, estaba propulsado por un motor Hispano-Suiza 12Hb de 12 cilindros en V, refrigerado por agua y de 500 hp, con radiadores Lamblin montados entre las patas principales del tren de aterrizaje. Voló por primera vez el 23 de agosto de 1927 y fue seguido por un segundo prototipo, el S.91/1, cuya principal diferencia con el anterior consistía en la instalación de un radiador frontal en lugar de los radiadores gemelos. Este segundo prototipo fue más tarde equipado con un motor Hispano-Suiza 12Gb de doce cilindros en W y 585 kW, realizando su primer vuelo con dicho motor el 31 de agosto de 1928, y siendo designado S.91/2; este prototipo fue utilizado en una gira de demostración en Rumanía y Grecia, que resultó infructuosa en ventas; dicho avión fue motorizado con el radial de nueve cilindros Gnôme et Rhône Jupiter 9 de 420 cv, asignándole el código S.91/3. A principios de 1931 se le instaló un Gnome et Rhône Jupiter 9A de 480 cv, siendo designado como S.91/5, pero, resultó destruido el 10 de mayo.

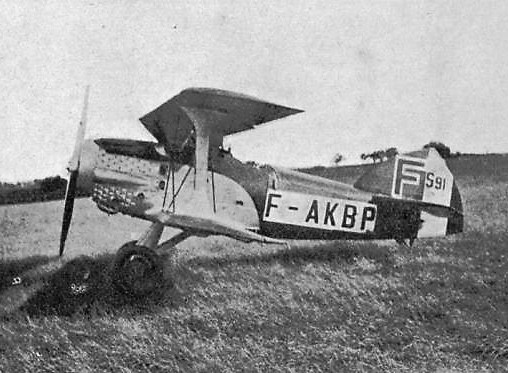
SPAD S.91/4 F-AKBP en el Annuaire de L'Aéronautique 1931

Por otro lado, el S.91 Leger original fue equipado con un motor lineal en V Hispano-Suiza 12Mb/500 de una potencia nominal de 428 kW (575 CV) a 2.000 rpm. y, con varias modificaciones menores, se convirtió en el S.91/4, que voló por primera vez el 4 de julio de 1930. Los radiadores se colocaron en la parte superior del ala superior, se instalaron puntas de ala redondeadas, se alargó el fuselaje y se bajó el plano de cola a la base del fuselaje, reanudándose las pruebas de vuelo el 10 de noviembre de 1931 como S.91/6.
Aunque a partir de 1926 todos los proyectos "Jockey" son abandonados y ninguno de los diseños de la competencia había sido ordenado para su producción, André Herbemont continuó con el desarrollo de los cazas de la serie S.91 y, en octubre de 1930, diseñó una nueva versión. Esta, al tiempo que conservaba un fuselaje similar al del S.91/4, empleó una disposición de ala totalmente nueva de configuración de sesquiplano invertida. Los alerones se instalaron solo en el ala inferior, de una longitud de 8,65 m en comparación con los 7,00 m del ala superior.
A continuación, el 23 de diciembre de 1931, realiza su primer vuelo, esta vez propulsado por un motor en V Hispano-Suiza 12Mc el nuevo modelo S.91/7; este avión estableció un nuevo récord el 22 de junio de 1932 al alcanzar 308,78 km/h en un circuito cerrado de 500 km. Más tarde se le equipó con un motor en V Hispano-Suiza 12Xbrs sobrealimentado, una hélice Ratier de paso variable y como S.91/8 alcanzó una velocidad máxima 360 km/h. En diciembre fue arrendado a la firma Hispano-Suiza como banco de pruebas para el cañón de 20 mm montado en un motor de la compañía, que fue debidamente instalado, junto con una hélice de paso fijo Levasseur de gran diámetro, cambiando la denominación a S.91/9.

## Historia operacional
En agosto de 1928, el primer prototipo fue comprado por la Fuerza Aérea Francesa; matriculado con el registro civil F-AKBP, realizó pruebas militares en Villacoublay, pero no consiguió ninguna orden de producción.

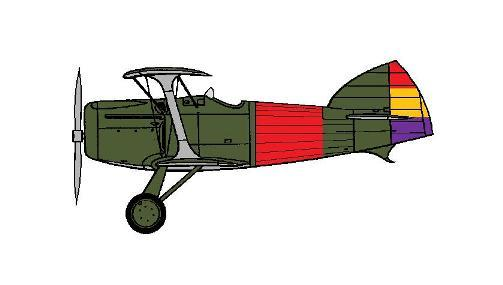
Bleriot-SPAD S.91 con marcas de las FARE

Al inicio de la guerra civil española , se reciben dos ejemplares del S.91; un prototipo fue comprado, puesto a punto, probado y donado gracias a la suscripción abierta de los trabajadores de la firma Blériot, según parece, con el consentimiento del propio Louis Blériot; matriculado F-ALXC, (Bleriot-Spad 91/7>91/8>91/9) y enviado a España, llegó al aeródromo de Getafe, Madrid, vía Toulouse-Montaudran y El Prat de Llobregat, Barcelona, el 30 de septiembre de 1936, donde fue rematriculado como EC-12-E y encuadrado en la Escuadrilla España, tras ser armado con dos ametralladoras en las alas, por fuera de la hélice. El otro ejemplar era el F-AKBP (Bleriot-Spad 91/1>91/4).
Después de ser armados en la base de Los Alcázares con dos Vickers 7,7 mm, son destinados a mediados de octubre a la base de Alcalá de Henares; su cometido junto a un heterogéneo conjunto de aviones, era la defensa del espacio aéreo de Madrid. No permanecieron mucho tiempo en servicio de combate, ya que los dos constaban como derribados a finales de mes.

## Especificaciones (S.91/1)

### Características generales
- Tripulación: 1
- Longitud: 6,52 m
- Envergadura: 8,65 m
- Altura: 2,94 m
- Superficie alar: 20 m²
- Peso vacío: 1161 kg
- Peso máximo al despegue: 1465 kg
- Planta motriz: 1× lineal de 12 cilindros en V refrigerado por agua Hispano-Suiza 12Hb.
  - Potencia: 373 kW (500 HP; 507 CV)
- Hélices: Bipala de madera

### Rendimiento
- Velocidad nunca excedida (Vne): 278 km/h
- Alcance: 400 km
- Techo de vuelo: 8000 m (26246,72 pies)

### Armamento
- Ametralladoras: 2× Vickers cal. 7,7 mm